# جورج مونتباتن ماركيز ميلفورد هافن
ولد جورج لويس فيكتور هنري في 6 ديسمبر 1892 وتوفى في 8 أبريل 1938. تزوج في 15 نوفمبر 1916 في لندن وعاش في ليندن مانور.